# Ćwiczenie instruktażowo-metodyczne
Ćwiczenie instruktażowo-metodyczne – rodzaj ćwiczeń wojskowych będących jednocześnie formą metodycznego przygotowania kierownika ćwiczenia taktycznego z wojskami.

## Charakterystyka ćwiczeń
- Istotą ćwiczenia  jest realizowanie jednocześnie dwóch przedsięwzięć szkoleniowych – ćwiczenia instruktażowo-metodycznego i ćwiczenia z wojskami. Ćwiczenie z wojskami służy kierownikowi ćwiczenia instruktażowo-metodycznego do instruowania podwładnych w zakresie przygotowania i prowadzenia podobnych ćwiczeń. Zazwyczaj dowódca wyższego szczebla prowadzi ćwiczenie instruktażowo-metodyczne z podwładnymi dowódcami  na bazie pierwszego w oddziale ćwiczenia taktycznego. Kierownik ćwiczenia instruktażowo-metodycznego nie powinien ingerować w przebieg ćwiczenia z wojskami, a jedynie wykorzystuje fakt jego prowadzenia do realizacji swoich celów metodyczno-szkoleniowych[2][3].
- Celem ćwiczenia zaprezentowanie przyszłym kierownikom ćwiczeń sposobu przygotowania i przeprowadzenia ćwiczenia,ujednolicenie sposobu organizacji i prowadzenia ćwiczeń oraz doskonalenie umiejętności organizacyjnych i metodycznych kierowników ćwiczeń[4].
- Treścią ćwiczenia jest: miejsce, rola i zadania kierownika ćwiczenia w procesie przygotowania i prowadzenia ćwiczenia z wojskami, metodyka prowadzenia zasadniczych etapów ćwiczenia, organizowanie i prowadzenie kierowania ogniem, przygotowanie dokumentacji do ćwiczeń i inne wynikające z potrzeb[5].

## Prowadzenie ćwiczenia
Ćwiczenie instruktażowo-metodyczne realizowane jest na operacyjnym i taktycznym poziomie dowodzenia.
Przygotowanie ćwiczenia instruktażowo-metodycznego rozpoczyna się od udzielenia wytycznych kierownikowi ćwiczenia z wojskami, na podstawie którego będzie ono realizowane. 
W czasie trwania ćwiczenia z wojskami wszyscy szkoleni obserwują sposób ich prowadzenia przez kierownika, działanie zespołów funkcjonalnych kierownictwa ćwiczenia, ćwiczących dowódców i wojsk. Prowadzący ćwiczenie instruktażowo-metodyczne koncentruje się na działalności kierownika ćwiczenia z wojskami i omawia sposób jego działania, a przede wszystkim jak osiągane są zakładane cele szkoleniowe.

 W czasie ćwiczenia instruktażowo-metodycznego mogą też być rozpatrywane inne zagadnienia takie jak: udział pododdziałów rodzajów wojsk w ćwiczeniu, realizacji zadań w warunkach szczególnych, możliwości obiektów szkoleniowych, zastosowania środków pozoracji pola walki itp.
Ćwiczenie instruktażowo-metodyczne kończy się udzieleniem wytycznych szkolonym w zakresie przygotowania i prowadzenia ćwiczeń z wojskami w danej fazie szkolenia. 

## Zajęcia instruktażowo-metodyczne
Formą podobną do ćwiczenia instruktażowo-metodycznego realizowaną na bazie zajęć i na niższych szczeblach dowodzenia (pluton, kompania, batalion) oraz w szkolnictwie wojskowym są zajęcia instruktażowo-metodyczne. 

Ich istotą jest realizowanie jednocześnie dwóch przedsięwzięć szkoleniowych: zajęcia instruktażowo-metodycznego i zajęcia programowego. Na bazie zajęcie programowego kierownik zajęcia instruktażowo-metodycznego instruuje podwładnych w zakresie przygotowania i prowadzenia zajęć. 

 Celem zajęć instruktażowo-metodycznych jest przygotowanie kierownika zajęć do prowadzenia najbardziej złożonych zajęć wynikających z programu szkolenia. Zajęcia instruktażowo-metodyczne ujednolicają sposoby organizowania i prowadzenia tych zamierzeń szkoleniowych.